# Francesca Bortolozzi
Francesca Bortolozzi (Padova, 4 maggio 1968) è una maestra di scherma ed ex schermitrice italiana, specializzata nel fioretto. Ha preso parte a tre edizioni dei Giochi Olimpici  vincendo due medaglie d’oro e una d’argento con il “Dream team” di fioretto femminile. Dal 2006 è Maestra di scherma presso la A.S.Comini Padova e dal 2013 Maestra dello staff della Nazionale -20 della Federazione Italiana Scherma.

## Carriera
Campionessa olimpica a squadre nel fioretto, ha vinto due ori alle Olimpiadi di Barcellona 1992 (con Giovanna Trillini, Diana Bianchedi, Margherita Zalaffi e Dorina Vaccaroni) e ai Giochi di Atlanta 1996 (con Giovanna Trillini e Valentina Vezzali) e un argento alle Olimpiadi di Seoul 1988 (in squadra con Dorina Vaccaroni, Margherita Zalaffi, Annapia Gandolfi e Lucia Traversa).
È stata campionessa mondiale nell'individuale e a squadre.
Sposata dal 1995 con Andrea Borella, campione olimpico di fioretto, hanno due figlie Claudia (nata nel 1997) e Laura (nata nel 2001).
Insignita del Collare d'oro al Merito sportivo e del titolo di Commendatore della Repubblica Italiana.
Nel 2017 la Federazione Internazionale della Scherma (FIE) ha inserito Francesca Bortolozzi nella "Hall of Fame".

### Tecnica
Mancina elegante e rapida, è stata fondamentale per le compagne.

## Palmarès
In carriera ha conseguito i seguenti risultati:
 Giochi olimpici 
Individuale
A squadre
- Oro nel fioretto a Barcellona 1992
- Oro nel fioretto ad Atlanta 1996
- Argento nel fioretto a Seul 1988

 Mondiali 
Individuale
- Oro nel fioretto a Essen 1993
- Bronzo nel fioretto ad Atene 1994

A squadre
- Oro nel fioretto a Lione 1990
- Oro nel fioretto a Budapest 1991
- Oro nel fioretto a L'Aia 1995
- Argento nel fioretto ad Atene 1994
- Bronzo nel fioretto a Losanna 1987
- Bronzo nel fioretto a Denver 1989
- Bronzo nel fioretto a Essen 1993

 Mondiali militari 
Individuale
- Argento nel fioretto a Viterbo 2000

A squadre
- Oro nel fioretto a Viterbo 2000

Giochi mondiali militari
Individuale
- Oro nel fioretto a Roma 1995

A squadre
 Giochi del Mediterraneo 
Individuale
- Oro nel fioretto ad Atene 1991

 Campionati italiani 
Individuale
- Bronzo nel fioretto a Roma 2003

A squadre
 Altri risultati 
Mondiali giovani
Individuale
- Oro nel fioretto a San Paolo 1987

A squadre

## Onorificenze
- Medaglia d’oro al merito sportivo 
- Commendatore della Repubblica Italiana
- “Padovana Eccellente” 2020